# Cryptops detectus
Cryptops detectus är en mångfotingart som beskrevs av Filippo Silvestri 1899. Cryptops detectus ingår i släktet Cryptops och familjen Cryptopidae. Inga underarter finns listade i Catalogue of Life.